# Ayesha Takia
Ayesha Azmi, nascida como  Ayesha Takia, (em hindi:  आयेषा टाकिया) em 10 de abril de 1986 é uma atriz e cantora indo-chinesa que participa de séries e filmes.

## Biografia
Ayesha Takia apareceu em "Boy! I'm a Complan Girl!" campanha e também em um video, do cantor Falguni Pathak 'sMeri Chunarii Udd Udd Jaye quando tinha quinze anos. Apareceu no vídeo, Shake It Daddy. Seus filmes tiveram boa repercussão tanto na Índia como nos Estados Unidos, sendo praticamente um íncone dos filmes indianos na América, também possui uma boa repercussão na China. Ayesha Takia ganhou o 10º Lugar na Lista Da FHM.

## Prêmios
- 2005, Filmfare Best Debut Award for Taarzan: The Wonder Car
- 2004, IIFA Star Debut
- 2005, Star's Sabsey Favourite Nayi Heroine
- 2007, Star Screen Award Best Actress (Critics) for Dor
- 2007, Stardust Best Supporting Actress Award for Dor
- 2007, Bengal Film Journalists' Association Awards, Best Actress for Dor
- 2007, Zee Cine Critics Award - Best Actress, tied with Gul Panag for Dor
- 2008, FHM  2009 Sexiest Girls